# Johrenia tortuosa
Johrenia tortuosa är en flockblommig växtart som först beskrevs av Fisch. och Carl Anton von Meyer, och fick sitt nu gällande namn av David Franklin Chamberlain. Johrenia tortuosa ingår i släktet Johrenia och familjen flockblommiga växter. Inga underarter finns listade i Catalogue of Life.